# Муравейник (торт)
«Муравейник» — домашний торт, получивший распространение в СССР примерно в 1980-х годах.
Аналог для фин. tippaleipä неверен. С финского соответствие будет хворост, а не муравейник.

## В разных кухнях и странах
Рецепт данного торта аналогичен популярному в США «торту из воронки» («фанел кейк», англ. funnel cake, пенсил.-нем. Drechderkuche), возникшему в штате Пенсильвания среди немецко-голландских колонистов и ставшему одним из самых распространённых блюд на карнавалах, ярмарках, спортивных фестивалях и на курортах. В отличие от муравейника, основной принцип приготовления торта из воронки заключается в том, что заварное тесто выливается через воронку в виде различных фигур в масло и прожаривается до золотисто-коричневого цвета. Торт может посыпаться сахарной пудрой, корицей, мускатным орехом, вареньем. В США в качестве украшения также используются свежие фрукты.
Блюдо также известно в ряде других кухонь, прежде всего, европейских. В Австрии он известен под названием «штраубен» (нем. Strauben), в Германии и Бельгии — «штребле» (нем. Strieble), в Швейцарии и Лихтенштейне — «штрюбли» (нем. Strübli), в Словении — «фланцати» (словен. flancati), в Италии — «страболи» (итал. straboli, ладинск. fortaia, faneda; встречается только в тирольской кухне области Трентино-Альто-Адидже), в финской кухне — «типпалейпя» (фин. tippaleipä — «воронкообразный пирог», больше схож со славянским хворостом, обычно подаётся на майский фестиваль начала весны — Ваппу), в шведской кухне есть его аналог — «траттака» (швед. trattkaka, встречается в северных ленах Швеции).
В Индии аналогичный десерт известен под названием «джалеби», однако он имеет более густую и тягучую консистенцию и посыпается сахаром. В Иране известен как «зульбия».

## Рецепты
Замешивают крутое песочное тесто и выдерживают в холодильнике 1—2 часа. Раскатывают его в тонкий корж, выкладывают на противень и выпекают до готовности. Корж остужают и измельчают на мелкие кусочки, которые перемешивают с кремом, состоящим из смеси горячей варёной сгущёнки и размягчённого сливочного масла. Часть крема оставляют. Из кусочков коржа и крема выкладывают горку, которую поливают оставшимся кремом. Торту дают пропитаться и остыть в прохладном месте.

## Галерея
- Вариант десерта
- Муравейник